# Élysée Fabry
Pour les articles homonymes, voir Fabry.
Élysée Fabry, né en 1882 et mort en 1949 à Liège, est un peintre paysagiste belge.

## Biographie
Élysée Fabry commence à travailler comme serrurier. Attiré cependant par l’art, il se met à pratiquer l’aquarelle en dilettante.
En 1916, il s’initie à la peinture à l’huile et fait la connaissance de Richard Heintz qui lui donne ses premiers conseils (1916-1917) puis d’Alphonse Caron. Il devient ensuite membre du Cercle « L’Envol » à Liège et compte parmi ses amis notamment les peintres Alfred Martin, Modeste-Jean Lhomme, Charles Caty, Max Gobiet et Henri Leroux.
Il s’installe à La Gleize dans la vallée de l’Amblève et va puiser son inspiration dans le paysage ardennais.

## Éloges
« Élysée Fabry a laissé plus de traces que bien d’autres. Son œuvre mériterait d’être mieux connue. Il est peut-être, parmi ceux qui bénéficièrent des conseils de Heintz, celui qui était l’élève le plus attentif. »

— Jacques Parisse

« Et nous voici arrivés aux purs paysagistes. Le plus exclusif d'entre eux et sans doute le plus original est Élysée Fabry. »

— Jules Bosmant

## Œuvres
Amoureux de la nature, Fabry peint des vues pittoresques, souvent panoramiques, de l’Ardenne et notamment de la vallée de l’Amblève. Les sujets de ses tableaux sont les arbres, les forêts, les fermes, les vues de villages et leur église,… Fortement influencé par Heintz, il adopte un style synthétique par une touche franche et puissante, aux couleurs nuancées et harmonieuses.
Il participe à Liège aux expositions collectives (notamment à La « Galerie d'Art du Journal La Meuse » en 1925 et 1926) et à Bruxelles (à la galerie « Le Salonnet » avec le Cercle d’art L’Envol).
En 1923, il expose à Bruxelles à la galerie Mommen en compagnie d’Alice Ronner, de Louis Crespin et d’Ernest Welvaert. En 1933, il présente deux tableaux au Salon triennal de Gand : La cascade de Coo et Paysage à La Gleize.
- Musée Vleeshuis, Anvers
- Musée des beaux-arts de Liège
  - Panorama de Borgoumont
- Aux collections de la Communauté française de Belgique
  - Vieilles maisons en Ardenne (1924)

## Expositions récentes
- 2002 – « L'art belge des XIXe et XXe siècles de la collection du Musée national de Belgrade » à la « Galerie Progrès », Belgrade
- 2006 – « Impressions d’Ardennes », Musée de l’Abbaye, Stavelot

### Repères bibliographiques
- Jules Bosmant, Histoire de la peinture et de la sculpture au pays de Liège de 1793 à nos jours, Liège, 1930, pp. 239, 257
- A.M. Berryer, Les peintres de l'Ardenne, dans L'Art et la vie, juin-juillet 1936, p. 193
- Léon Koenig, Histoire de la peinture au pays de Liège, Liège, 1951, p. 72
- Gand Artistique. Cat. exp., février 1925
- Jacques Parisse, Actuel XX – La peinture à Liège au XXe siècle. Ed. Mardaga, 1975
- Collectif, La Wallonie – Le Pays et les hommes – tome II. La Renaissance du Livre, 1978
- Paul Caso, Un siècle de peinture wallonne, de Félicien Rops à Paul Delvaux. Bruxelles, 1984, p. 41
- Jacques Stiennon, Jean-Patrick Duchesne, Yves Randaxhe, De Roger de la Pasture à Paul Delvaux. Ed. Lefèvre et Gillet, 1988
- Le Cercle Royal des Beaux-Arts de Liège 1892-1992. Cat. exp., Liège, 1992
- Collectif, Le dictionnaire des peintres belges du XIVe siècle à nos jours, Bruxelles, 1994
- Collectif, Un double regard sur 2000 ans d’art wallon. Ed. La Renaissance du Livre, 2000
- Collectif (sous la direction de Serge Goyens de Heusch, XXe siècle, l’Art en Wallonie. Ed. La Renaissance du Livre, 2001
- Jacques Parisse, Richard Heintz (1871-1929). L’Ardenne et l’Italie. Ed. Mardaga, Sprimont, 2005. 157 p.
- Jacques Parisse, Impressions d’Ardenne. Cat. exp. Musée de l’Abbaye, Stavelot, 2006
- Jacques Goijen, "Dictionnaire des peintres de l'école liégeoise du paysage", Ecole Liégeoise du Paysage Editions 2009.